# Ceratogyrus dolichocephalus
Ceratogyrus dolichocephalus é uma espécie de aranha pertencente à família Theraphosidae.